# Lisice (1969.)
Lisice su hrvatski dugometražni film iz 1969. godine kojeg je režirao Krsto Papić. Obrađuje temu posljedica razdora Tita i Staljina 1948. kroz sudbine mještana Zagore koje završavaju tragedijom. Film je osvojio Veliku zlatnu arenu za najbolji film.

## Radnja
Zagora u okolici Vrlike 1948. Donedavno je svatko morao voljeti Staljina, a sada, nakon raskida sa SSSR-om, svatko tko se izjasni kao pristaša istog završava u zatvoru. Na vjenčanju Višnje i Ante pojavi se puno gostiju, a među njima je i jedan politički dužnosnik Andrija, ali i dvojica agenata Udbe – Krešo i Ćazim – čija prisutnost na svadbi unosi nemir koji sve više raste na inače veseloj proslavi.
Kada Andrija slučajno padne i ozljedi se, biva odveden u kuću na njegovanje, no tamo siluje Višnju. Kada Andrija izađe van, agenti ga uhite - zbog optužbe da je staljinist. Dotad heroj kraja, postaje omraženi neprijatelj, a dok ga udbaši odvode, mještani prebiju Antu te ubijaju Višnju pri pokušaju da je osramoćenu vrate u njezin zaselak.

## Nagrade
- Festival igranog filma u Puli - najbolji film, režija, glavna glumica Jagoda Kaloper, glavni glumac Adem Čejvan.

## Glume
- Fabijan Šovagović - Ante
- Adem Čejvan - Andrija
- Jagoda Kaloper - Višnja
- Ilija Ivezić - Krešo
- Fahro Konjhodžić - Ćazim
- Ivica Vidović - Musa
- Edo Peročević - Baletić
- Zaim Muzaferija - Todor

## Kritike
Dejan Marković je za Filmski leksikon zapisao recenziju:
"Prvi i izrazito autorski film koji se izravno bavi obračunom s pristašama Staljina u Jugoslaviji 1948. Smjestivši zbivanja u kamenjar Dalmatinske zagore, Papić rabi surovost i pustoš okoliša kao dvostruku metaforu: krajnje političke okrutnosti, ali i nemogućnosti bijega i skrivanja od progona i moći vlasti. U tom je smislu »fantomski biciklist«, koji donosi uhidbene naloge, najupečatljivija metafora straha koji se uvlači među stanovnike. Krajnja nemoralnost vlasti utjelovljena je u Andrijinu silovanju mlade, ali i u njegovim pokušajima da svojom trofejnom sačmaricom ubije vranu lokalnog »redikula« Muse. Tom dojmu straha, nesigurnosti, ali i okrutnosti, pridonosi i crno-bijela fotografija surovih, sporih, panoramskih totala podneblja u kojima se kreće biciklist kao anticipacija zla, a osobito zvuk kojeg čine autohtono »ojkanje« (folklorni element je i vrličko kolo) kombinirano s improviziranom glazbom snimljenom tijekom projekcije u studiju. Moć i politiku kao nešto sudbonosno potvrđuje i poštovanje jedinstva mjesta, vremena i radnje kojim se film, prema samom redatelju, izravno poziva na grčku tragediju. Jedno od najuspjelijih ostvarenja autorskog i modernističkog razdoblja hrvatske kinematografije, ujedno je jedan od najpoznatijih i najprikazivanijih hrvatskih filmova u inozemstvu pa ga u svojim fondovima posjeduju mnogi nacionalni filmski arhivi."

## Vanjske poveznice
- Lisice u internetskoj bazi filmova IMDb-a